# Sophus Lie
Sophus Lie (Nordfjordeid, 17. prosinca 1842. – Kristiania, 18. veljače 1889.) bio je norveški matematičar, osnivač teorije grupa transformacija (Liejeve grupe), kojom je znatno unaprijedio diferencijalnu geometriju i teoriju diferencijalnih jednadžbi.

## Životopis
Svoju prvu disertaciju, Repräsentation der Imaginären der Plangeometrie, objavio je 1869. u glasniku Akademije znanosti u Oslu. Iste godine, dobiva stipendiju i odlazi u Berlin, gdje studira do veljače 1870., kada postaje bliski prijatelj s pruskim matematičarom Felixom Kleinom. Na njegov nagovor napušta Berlin i odlazi u Pariz, gdje se susreće francuske matematičare Camillea Jordana i Jeana Gastona Darbouxa.
U srpnju 1870. izbija Francusko-pruski rat te Klein napušta Pariz. U mjestu Fontainebleau, Lie je bio uhićen pod sumnjom da je njemački špijun, no nakon mjesec dana zatvora biva pušten na slobodu. Povratkom u rodnu Norvešku stječe naslov narodnog junaka.
Na Sveučilištu u Oslu 1871. postaje doktor znanosti disertacijom o geometrijskim transformacijama, koju je Darboux prozvao jednim od najljepših otkrića suvremene geometrije. Sljedeće godine odlazi u posjet Kleinu, koji se na Sveučilištu u Erlangenu bavio Erlangenovim programom. Krajem godine, u Oslu je zaprosio osamnaestogodišnju Annu Birch, s kojom se oženio 1874. S njom je imao troje djece: Marie (rođenu 1877.), Dagny (r. 1880.) i Hermana (r. 1884.).

## Djela
- Teorija grupa transfomacije, u tri dijela (1888., 1890. i 1893.)